# Arphy
Arphy är en kommun i departementet Gard i regionen Occitanien i södra Frankrike. Kommunen ligger i kantonen Le Vigan som tillhör arrondissementet Le Vigan. År 2022 hade Arphy 138 invånare.

## Befolkningsutveckling
Antalet invånare i kommunen Arphy
Referens:INSEE